# Deus Arrakis
Deus Arrakis (укр. Бог Арракіс) — останній студійний альбом німецького композитора Клауса Шульце, виданий вже після його смерті.
Про майбутній альбом Клаус Шульце сказав: «З одного боку цей альбом був створений так само спонтанно, як і всі мої альбоми до цього, а з іншого боку він має певну передісторію. Коли я створював мій одинадцятий альбом „Дюна“ в 1979 році я вже ознайомився з трилогією „Хронік Дюни“ Френка Герберта та захоплювався нею, як дехто захоплюється „Володарем перснів“. Мене зачарувала ця монументальна історія пустельної планети, тож я перечитував книги знову і знову. Я попросив Артура Брауна та Вольфганга Тіпольда долучитись до мене в студії для початку створення моєї власної музичної „Дюни“. Хоча ще треком „Френк Герберт“ з мого попереднього альбому „X“ я намагався проявити пошану до великого автора. Після подальшої кіноверсії, не зовсім задовільної на мій погляд, „Дюна“ випала з мого поля зору на довгий час. Але раптом, через 40 років, я почув про плани стосовно перезапуску Дені Вільневим, який несподівано вразив мене. Я почав перечитувати книги і навіть знову переглянув екранізацію Девіда Лінча. Насправді, я зараз почав багато читати, оскільки з'явилось достатньо часу! Через деякий час я почав й створювати музику, але знову не згадуючи про „Дюну“. Допоки за декілька місяців завдяки дзвінку від Лізи Джеррард зі мною зв'язався її друг Ганс Циммер з ідею для співпраці… саме для роботи над перезапуском „Дюни“ Вільньовим. Ми одразу знайшли спільну мову, оскільки Ганс, так як і я, великий фанат „Дюни“.»

## Список композицій
Автор музики Клаус Шульце. 
| #     | Назва                             | Тривалість |
| ----- | --------------------------------- | ---------- |
| 1.    | «Osiris Pt. 1»                    | 6:24       |
| 2.    | «Osiris Pt. 2»                    | 4:29       |
| 3.    | «Osiris Pt. 3»                    | 6:30       |
| 4.    | «Osiris Pt. 4»                    | 1:02       |
| 5.    | «Seth (Part 1-7)»                 | 31:47      |
| 6.    | «Der Hauch des Lebens (Part 1-5)» | 27:08      |
| 77:23 |                                   |            |

## Чарти
| Чарт (2022)                                  | Найвища позиція |
| -------------------------------------------- | --------------- |
| Бельгія Belgian Albums (Ultratop Flanders)   | 168             |
| Німеччина German Albums (Offizielle Top 100) | 2               |
| Польща Polish Albums (ZPAV)                  | 44              |
| Швейцарія Swiss Albums (Schweizer Hitparade) | 21              |